# Claudia Leitte
Cláudia Cristina Leite Inácio Pedreira, más conocida como Claudia Leitte (São Gonçalo, Río de Janeiro, 10 de julio de 1980), es una cantante brasileña que hasta 2008 fue vocalista del grupo musical “Babado Novo”. Actualmente es solista. Pasó su infancia en la ciudad de Salvador, capital del estado de Bahía.

## Biografía
Es hija de Claudio Inacio e Ilna Leitte. Desde el año 2001 Claudia Leite —como también es conocida— forma parte de la banda de música axé Babado Novo, de la capital baiana. A partir de que fue la vocalista de la banda, el grupo musical finalmente pudo alcanzar un éxito que trascendió las fronteras del estado en el año 2003, con las canciones Amor perfeito y Cai Fora; además de reinterpretaciones de género axé, que habían sido un éxito en otros tiempos.
Desde muy pequeña se mudó con su familia a Salvador, y ya para la edad de tres años cantaba por primera vez. A los siete integró una banda infantil, convirtiéndose en profesional a los trece, haciendo dúos con el artista local Nando Borges.

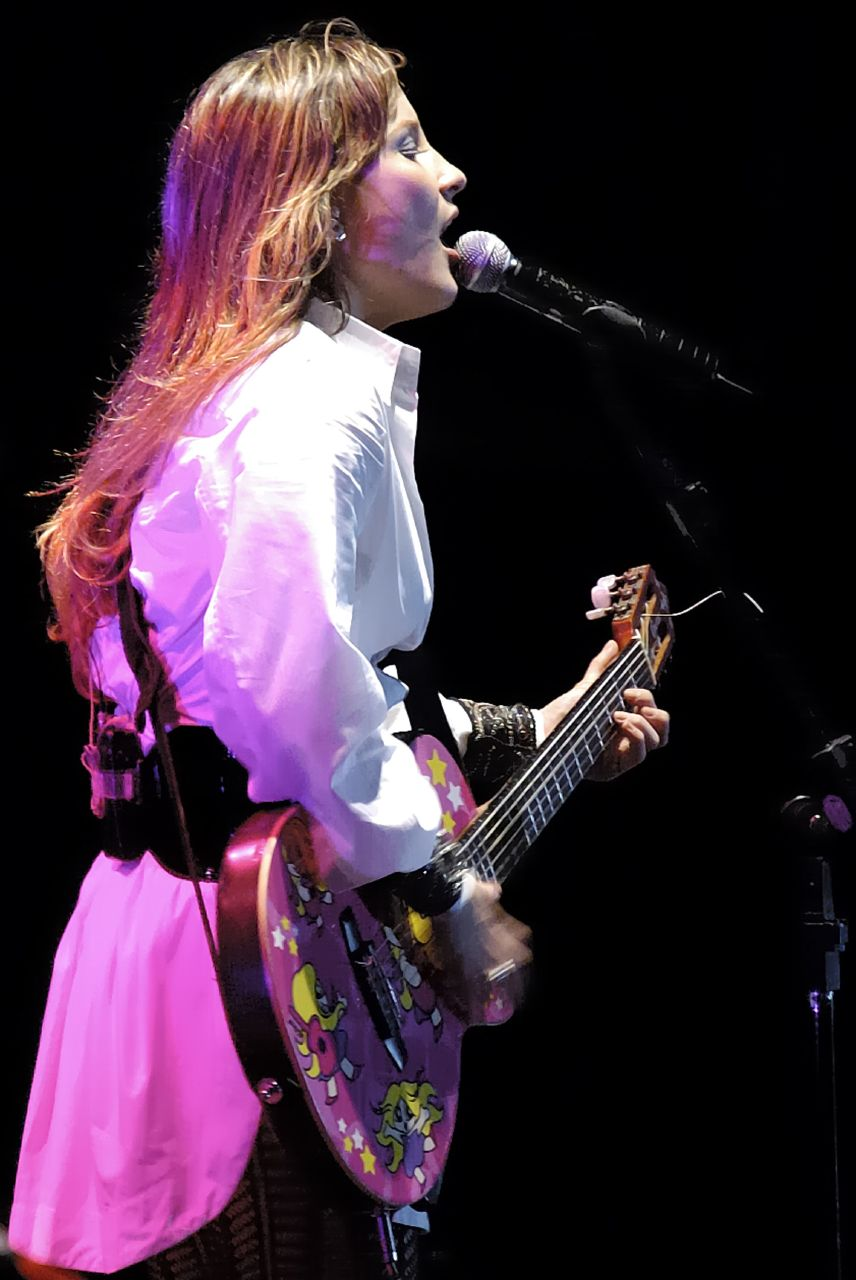
Cláudia Leitte en su show.

Cantó en bares nocturnos y en carnavales. Estuvo en varios grupos hasta participar en la formación del nuevo conjunto, con ayuda de la empresa "Bicho da Cara-Preta", especializada en conjuntos exitosos y populares como "É o Tchan".
Adoptando un estilo rubio de cabello, y contrastando con la mayoría de los cantantes de música baiana, en el carnaval de 2005 Claudia se disfrazó de Marilyn Monroe.
A pesar de los estereotipos, la cantante cursó durante poco tiempo tres carreras diferentes: la licenciatura de Derecho (por dos semestres), Comunicación Social y Música, pero tuvo que desertar por falta de tiempo para atender la banda.
Como todo un suceso, se presentó en prácticamente todos los programas de televisión brasileños y, haciéndose el centro de atención en febrero de 2006, apareció en la portada de la revista brasileña para hombres VIP (de la editorial Abril). También posó para la revista Stylo Bahia.
En diciembre de 2005 se presentó en el especial de Navidad del cantante Roberto Carlos, tradicionalmente transmitido por la televisión Rede Globo.
Presentándose en el carnaval de Salvador, y en las innumerables micaretas (carnavales fuera de temporada), la cantante alcanzó un éxito tal que se colocó entre las más populares del circuito, como Daniela Mercury, Ivete Sangalo y Margareth Menezes.
También ha participado en comerciales de cerveza.
Ya como solista, el 17 de febrero de 2008 grabó su primer sencillo (CD/DVD) con un gran espectáculo en la playa Copacabana. Tuvo una audiencia en vivo de setecientos mil espectadores; además de la participación de otras celebridades de la música axé, como Daniela Mercury, Badauí (CPM 22), Wando, Gabriel o Pensador y Carlinhos Brown. Su sencillo fue lanzado al mercado el 27 de junio del mismo año.

## Vida personal
El 7 de marzo de 2007, la cantante se casó con el empresario Márcio Pedreira, a quien conoció cuando era adolescente y comenzó a salir poco después de que se reencontraran por casualidad en un restaurante. La ceremonia tuvo lugar en Salvador, Bahía, donde los invitados disfrutaron de canciones de los años 80. El vestido de la cantante fue confeccionado por el diseñador Carlos Tufvesson, los cantantes Durval Lelys, vocalista de la banda Asa de Águia y Daniela Mercury. En 2012, junto con la presidenta de Brasil Dilma Rousseff, recibió el título de ciudadana de Bahía de la Asamblea Legislativa de Bahía.

### Maternidad
El 9 de julio de 2008, declaró que estaba embarazada durante una ceremonia en el Ayuntamiento de Salvador, cuando recibió el título de ciudadana de la capital de Bahía, ya que nació en el estado de Río de Janeiro. En aquella ocasión, la cantante declaró: "Si yo tuve que esperar casi exactamente 28 años para decir que soy de Bahía, mi hijo o hija sólo tendrá que esperar otros seis meses o más para tener ese honor".
El 15 de octubre anunció que su bebé sería un niño y que se llamaría David, un homenaje al personaje bíblico del David. El 19 de octubre dijo en una entrevista con el sitio web EGO que el embarazo fue inesperado, ya que planeaba tener hijos solo años después, cuando ya se hubiera consolidado en su carrera como solista, pero tenía la intención de conciliar ambas cosas.
El 20 de enero de 2009, dio a luz a Davi, en el Hospital Alianza, en Salvador. Durante el Carnaval de ese año, causó polémica al participar en el circuito de tríos apenas 30 días después de dar a luz. Durante el primer mes después de dar a luz, la cantante perdió 11 kg. En ese momento, el primogénito de Claudia contrajo meningitis y cinco días después de ser hospitalizado, Davi fue dado de alta. El 27 de enero de 2012 anunció su segundo embarazo, hecho que, según ella, llevaba ocultando algunas semanas.
El 15 de agosto de 2012, Claudia Leitte dio a luz a su segundo hijo, Rafael, quien nació pesando 3,305 kg y midiendo 49 cm. La cantante había anunciado que le gustaría tener el hijo mediante un parto natural, pero tras hablar con los médicos, concluyeron que sería mejor una cesárea para evitar riesgos.
El 20 de agosto de 2019 nació su primera hija, Bela, por cesárea en Miami, Florida.

### Filantropía
Claudia está en contra del consumo de drogas y se niega a participar, por ejemplo, en anuncios de cerveza (aunque, en 2006, participó, junto a los cantantes Zeca Pagodinho, Sandra de Sá, Latino y Toni Garrido, en la campaña publicitaria de la cerveza Brahma, sobre el apoyo al quinto título de la Selección Brasileña de Fútbol en la Copa Mundial de Fútbol de 2006).
En 2007, la cantante fue madrina de la 'Campaña de Combate a la Violencia Sexual Infantil y Juvenil' del Ministerio Público de Bahía. Ha participado en diversas acciones sociales como Criança Esperança, en la Rede Globo, donde ya participó seis veces, Teletón, en SBT y Ressoar Mega Show, en la Rede Record.
También es madrina de campañas antidrogas en São Paulo.
Claudia realiza varios conciertos benéficos para muchos hospitales, como el concierto en apoyo a su "Hospital de Cáncer de Barretos", realizado en 2011.
La cantante también fue la madrina de la campaña "Dona Sangre" en Carnatal 2012.
En 2012, Claudia posó para Revista Caras donde se dio a conocer la primera foto de su segundo hijo, Rafael.
En su cuenta oficial de Instagram, la cantante publicó una imagen haciendo referencia a la donación que realizó: “En Caras, Rafael posó para mis fans y la alegría de miles de niños beneficiados por Unicef. ¡Él es un ángel de Dios! ¡Éste es tu otro sobrino, mi Bubles! ¡Mañana sale la revista!”
Claudia participa en varias causas sociales, es madrina del departamento de oncología pediátrica del Hospital Arístides Maltez, en Salvador, la musa celebró el momento donando 450 mil reales para proyectos de Unicef.
La actriz, junto al actor Murilo Rosa, protagonizó la campaña 'Quem Ama Pega no Pé', una iniciativa de la Asociación de Padres y Amigos de Personas Excepcionales (APAE) con el objetivo de alertar a los padres sobre la importancia de realizar la prueba del talón 48 horas después del nacimiento del bebé.

## Discografía

### Álbumes de estudio
- 2010: As Máscaras

### Álbumes en vivo
- 2008: Ao Vivo em Copacabana
- 2012: Negalora - Íntimo
- 2014: AXEMUSIC - Ao Vivo

### DVD
- 2008: Ao Vivo em Copacabana
- 2012: Negalora - Íntimo
- 2014: AXEMUSIC - Ao Vivo

### Sencillos
- 2008: Exttravasa (feat. Gabriel o Pensador)
- 2008: Pássaros
- 2008: Beijar na Boca
- 2009: Horizonte
- 2009: As Máscaras
- 2010: Famo$a (feat. Travie McCoy)
- 2010: Don Juan (feat. Belo)
- 2010: Água
- 2011: Trilhos Fortes
- 2011: Dia da Farra e do Beijo
- 2011: Samba (de Ricky Martin)
- 2012: Bem Vindo Amor
- 2012: Largadinho
- 2013: Quer Saber? (feat. Thiaguinho)
- 2013: Tarrachinha (feat. Luiz Caldas)
- 2013: Claudinha Bagunceira
- 2014: Dekolê (feat. J.Perry)
- 2014: Deusas do Amor (con Ivete Sangalo)
- 2014: Talento (con Michel Teló)
- 2016: Corazón con (Daddy Yankee)
- 2018: Balancinho

### Colaboraciones
- 2014: We Are One (Ole Ola) (de Pitbull con Jennifer Lopez)

## Giras musicales
- 2008: Exttravasa Tour
- 2009: Beija Eu Tour
- 2009: Sette Tour
- 2010: O Samba Tour
- 2010: Rhytmos Tour
- 2011-2012: Claudia Leitte Tour
- 2012: Sambah Tour
- 2014-2015: AXEMUSIC Tour[
- 2015-2016: Sette 2 Tour

## Videografía
- 2007: Exttravasa
- 2008: Pássaros
- 2008: Beijar na Boca
- 2009: Horizonte
- 2009: As Máscaras
- 2010: Famo$a (feat. Travie McCoy)
- 2010: Água
- 2011: Trilhos Fortes
- 2011: Samba (de Ricky Martin)
- 2011: Locomotion Batucada
- 2012: Bem Vindo Amor
- 2012: Largadinho
- 2013: Quer Saber? (feat. Thiaguinho)
- 2014: Claudinha Bagunceira
- 2014: Tarrachinha
- 2014: Deusas do Amor (con Ivete Sangalo)
- 2014: Dekolê (feat. J.Perry)
- 2014: We Are One (Ole Ola) (Pitbull feat. Jennifer Lopez e Claudia Leitte)
- 2015: Cartório (con Luan Santana)
- 2016: Corazón (con Daddy Yankee)
- 2018: Balancinho